# Monument aux morts de Tulle
Le monument aux morts de la Grande Guerre de Tulle (Corrèze) est édifié au sommet du Rocher des Malades. Il possède trois caractéristiques : il est départemental (et non communal) ; à la différence des autres monuments aux morts, aucun nom de défunt n'y est inscrit (contrairement à ce qui était prévu au départ) ; sa statue a la particularité d'être restée sur son lieu d'origine, ce qui est rare à Tulle où toutes les statues ont changé d'emplacement.

## Le premier monument aux morts: l’obélisque du carré militaire du Puy-Saint-Clair
Le 10 décembre 1890, le général commandant la 48e brigade d’infanterie s’émeut de l’état d’abandon des tombes des militaires décédés à Tulle. Il invite le colonel Caron, commandant le 80e régiment d'infanterie de Tulle, à effectuer des démarches auprès de la municipalité afin d’obtenir « la concession d’un terrain affecté à la sépulture des hommes de son régiment ». Le 6 janvier 1891, ce dernier écrit au maire pour lui demander les mesures qu’il compte prendre pour permettre au 80e « d’assurer le culte de ses morts », à l’instar de ce qui a été fait à Brive.
Le 12 août 1891, le conseil municipal adopte le principe d’une affectation à l’armée, à titre gracieux et perpétuel, d’une partie du terrain du cimetière du Puy-Saint-Clair pour l’inhumation des soldats décédés dans la garnison de Tulle durant l’accomplissement de leur service militaire « et dont les corps ne seront pas réclamés par les familles ». L’assemblée vote même une modeste somme de 410 francs, le 12 septembre suivant, destinée à la mise en état du terrain et à l’établissement des murs. Mais la municipalité laisse « à l’initiative privée le soin de clore et d’orner la concession et les tombes ».

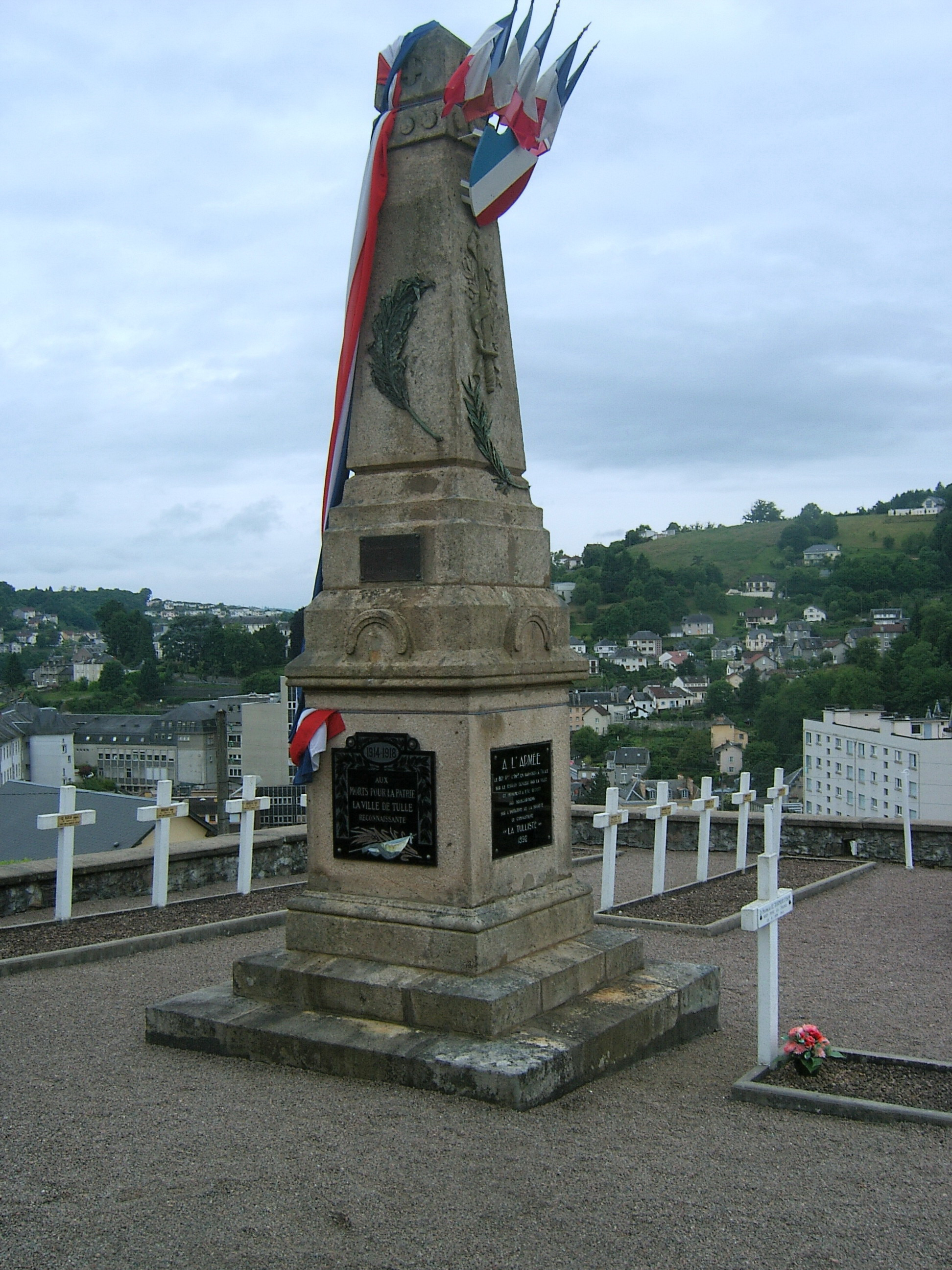
Obélisque du carré militaire du Puy-Saint-Clair ayant servi de monument aux morts.

En 1891, La Tulliste, société de gymnastique et de tir, présidée par le colonel Drappeau, décide d’y faire ériger un « modeste monument ». Pour couvrir les frais d’aménagement, elle organise des souscriptions à domicile ainsi qu’un spectacle qui se tient au théâtre de la ville dans la soirée du 21 novembre de ladite année (prix des places : cinq francs). Ce dernier est monté en partenariat avec les autres associations de la ville (Les Enfants de Tulle et La Tulloise) et la musique du 80e de Ligne. Ces initiatives rencontrent un écho éminemment favorable chez le colonel Caron :
« L’érection d’un modeste monument, élevé sur le terrain que vous voulez bien nous concéder et qui était ardemment désiré par tous, consacrera pour toujours, à l’avenir d’une façon impérissable, le précieux souvenir de nos dévoués soldats tombés en servant notre cher pays. »
Comme le confirme le journal Le Corrézien, cette fête patriotique donnée au profit de l’Œuvre du cimetière militaire est bénéficiaire car elle a rapporté, toutes dépenses déduites, une somme de 1 479,30 francs qui s’élève à 1 519,30 francs après une souscription tardive reçue par le comité d’organisation.
L’inauguration du cimetière militaire et du monument en présence des autorités civiles et militaires, est prévue pour le dimanche 31 juillet 1892, à 16 h 30. Elle est reportée au dimanche suivant (7 août), « en vue d’obtenir l’autorisation ministérielle en pareille circonstance ».
Ce monument en forme d’obélisque porte à sa base une plaque refaite récemment et qui porte l’inscription suivante : « À L’ARMÉE / LE 80e RENT D’INFIE EN GARNISON À TULLE / SUR LE TERRAIN CONCÉDÉ PAR LA VILLE / CE MONUMENT A ÉTÉ OFFERT / PAR SOUSCRIPTIONS / SUR L’INITIATIVE DE LA SOCIÉTÉ / DE GYMNASTIQUE / « LA TULLISTE » / 1892 ».
À la fin de la Première Guerre mondiale, ce monument commémoratif remplira le rôle de monument aux morts comme en témoigne cet extrait d’article, publié dans Le Corrézien du 4 novembre 1919 :

« Avant-hier, jour des morts, notre ville a dignement glorifié la mémoire de ceux qui, au cours de la dernière guerre, sont tombés pour la Patrie. […]
À deux heures du soir, toutes les autorités civiles, militaires et religieuses […] suivies d’une foule qu’on peut évaluer à trois mille personnes au moins […] se rendirent au cimetière militaire où quatre ou cinq mille autres Tullistes les attendaient.
Les tombes de nos chers soldats furent abondamment fleuries, puis les élèves de l’École primaire supérieure de filles, réunies autour du monument commémoratif, chantèrent dans un rythme lent, quasi religieux, un beau chœur à la gloire de nos héros… »

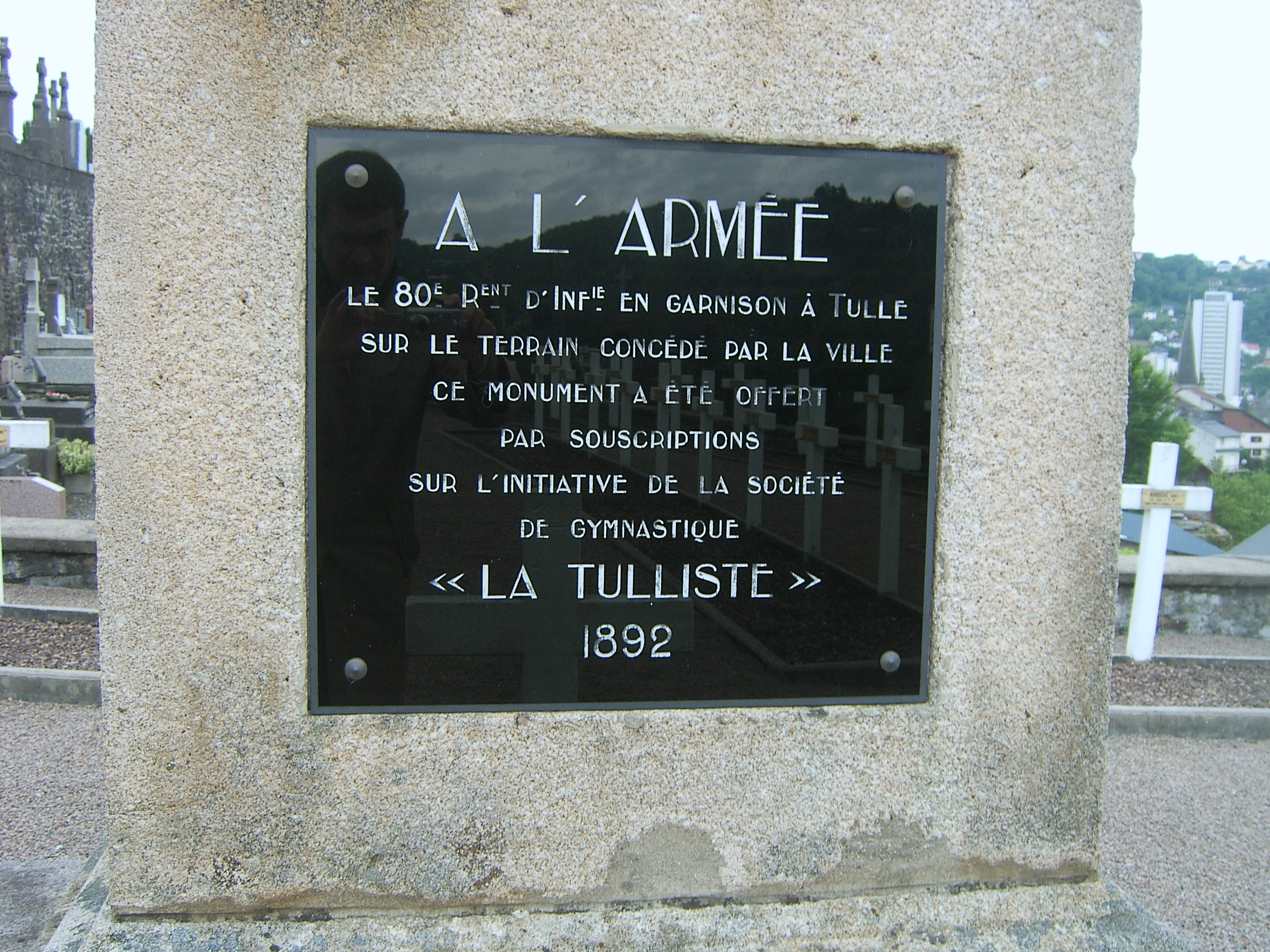
Plaque en l'honneur du d'infanterie refaite à l'identique, apposée sur l'obélisque du carré militaire du Puy-Saint-Clair de Tulle.

L’année suivante, les propos deviennent ambigus puisqu’on pourrait croire qu’un monument aux morts existait dans l’enceinte du cimetière. Ainsi, le jour de la Fête des morts de 1920, les pupilles de la nation, accompagnés du drapeau de la Société et des membres du conseil d’administration déposent une couronne « sur le monument élevé à la mémoire des soldats morts pour la France » puis sont allés déposer des gerbes sur les tombes des morts pour la patrie. Ce geste, devenu rituel, a été repris, quelques jours plus tard, à l’occasion des fêtes du 11 novembre célébrant le cinquantenaire de la République.

« […] Ce cortège s’est rendu au cimetière et sur le parcours, de nombreuses personnes sont venues le grossir.
Devant le monument élevé à la mémoire des soldats morts pour la France, M. Beyrand, avocat, a retracé en termes énergiques la grandeur et le sacrifice de ceux tombés au champ d’honneur... »

La cérémonie à l’occasion de la Fête des morts de 1921 est encore plus explicite :
« […] Au cimetière, M. le préfet a déposé au nom du Gouvernement de la République une superbe couronne de fleurs naturelles sur les marches du monument élevé à la mémoire des militaires inhumés à Tulle... »
Il faut attendre Le Corrézien du 5 novembre 1924 pour comprendre qu’il y a eu assimilation :

« Le conseil municipal, avec son souci de traduire le culte que la ville de Tulle a toujours eu envers ses morts, s’est rendu en corps dimanche au cimetière pour sa visite traditionnelle.
Le maire a déposé une palme au pied du monument du cimetière militaire et le conseil s’est ensuite rendu successivement aux tombes des anciens maires de Tulle Alfred de Chammard et Gustave Maschat. »

## Le cénotaphe provisoire de la place de la Poste
À Tulle, le premier monument aux morts conçu en tant que tel se trouve être un cénotaphe conçu par l’architecte de la ville, Joseph Auberty. Il a été érigé, en vue de la « fête de retour du 100e Régiment d’Infanterie » qui s’est déroulée les 20 et 21 septembre 1919. Il se situait à côté d’un bâtiment de l’Ancien Collège, sur la place du même nom appelée aussi « place de la Poste »
« Programme des fêtes organisées pour fêter le retour dans notre ville de son glorieux régiment : […] Dimanche 21 : Hommage aux Morts pour la Patrie, un cénotaphe sera élevé place de la Poste… »
Le pharmacien René Fourgeaud (1866-1927) l’a photographié. Il ne porte aucun nom de militaire décédé. Il sera démonté pour permettre l’extension du bâtiment de la poste. Il est démonté lorsque la place de la Victoire (nouvelle dénomination donnée le 5 juin 1920 à la place de l’Ancien Collège) est débaptisée en place Jean-Tavé le 22 août 1925.
De ce cénotaphe, ne reste qu’une plaque (peut-être deux ?), scellée(s) aujourd’hui sur le monument commémoratif en forme d’obélisque (dont il a été parlé précédemment) qui se dresse dans le carré militaire du cimetière du Puy-Saint-Clair :
- celle dont on est sûr, porte la légende suivante en lettres capitales : « 1914-1918 / AUX / MORTS POUR LA PATRIE / LA VILLE DE TULLE / RECONNAISSANTE »). Elle est d’ailleurs visible sur la photo de René Fourgeaud conservée aux Archives départementales de la Coirrèze ;
- l’autre plaque, en écriture cursive, non visible sur le cliché Fourgeaud, est légendée : « Le Gouvernement de la République / aux / Morts de la Grande Guerre ».

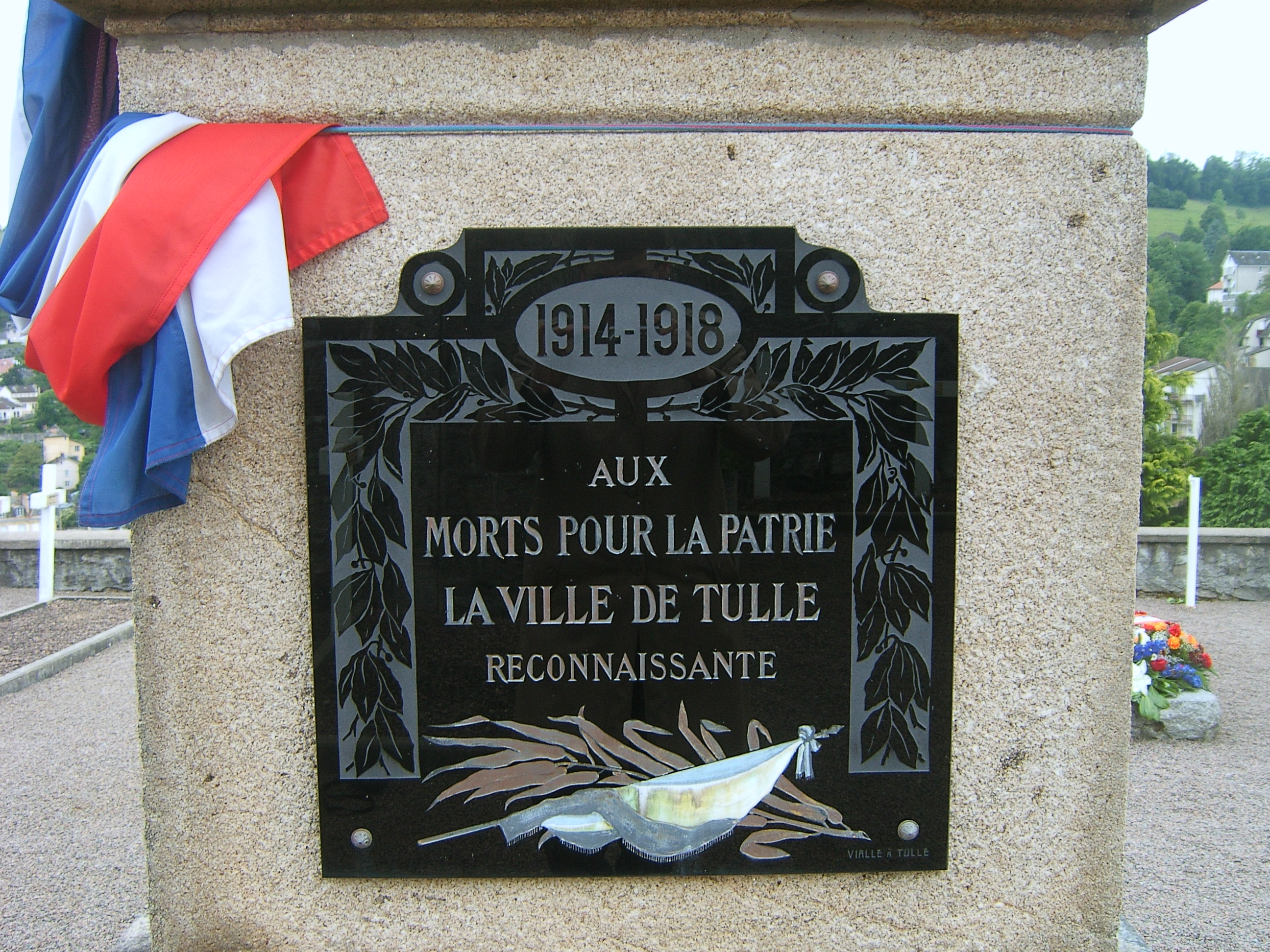
Plaque du cénotaphe apposée sur l'obélisque du carré militaire du Puy-Saint-Clair de Tulle après le démantèlement du cénotaphe.
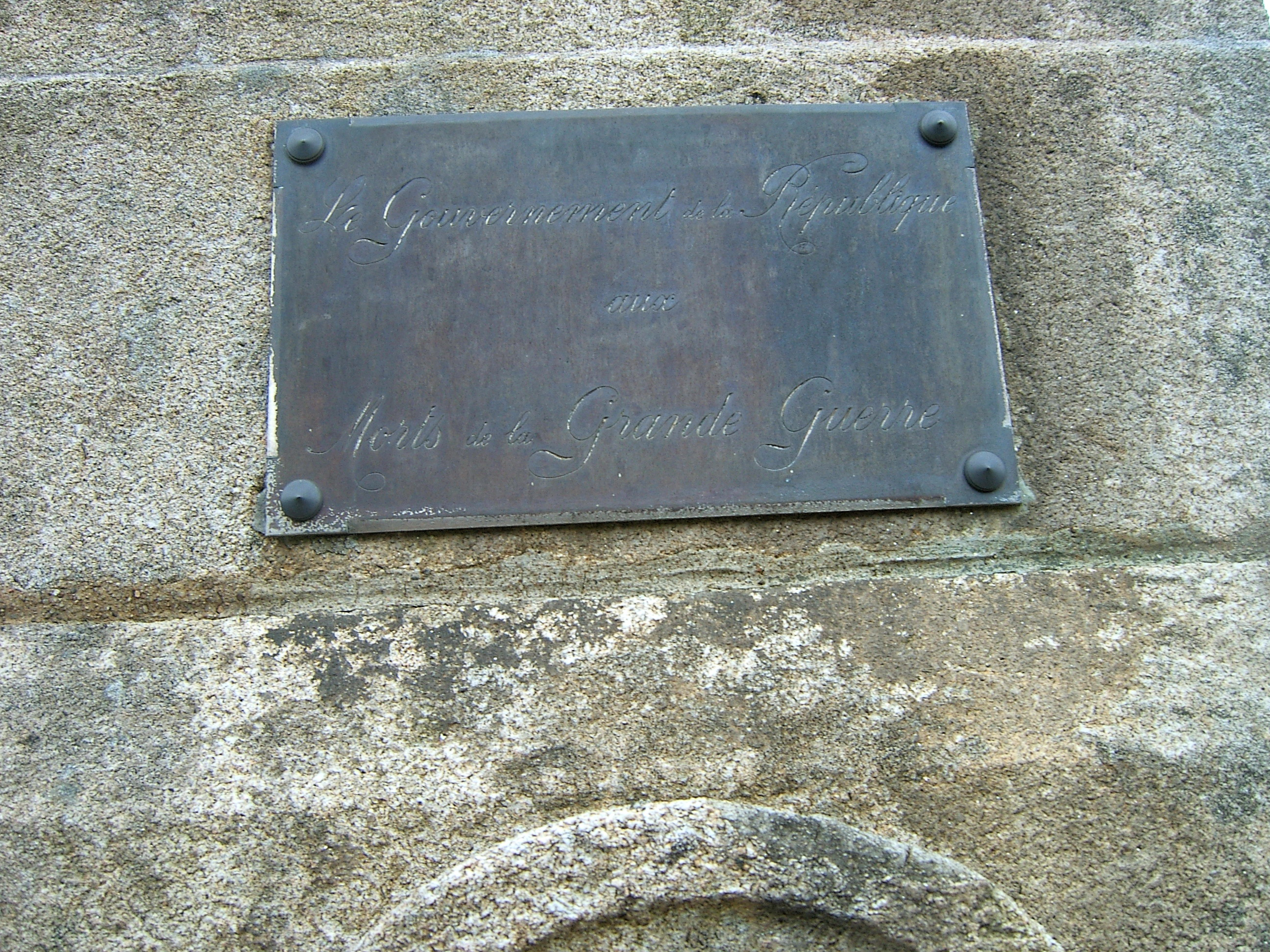
Plaque en écriture cursive, apposée sur l'obélisque du carré militaire du Puy-Saint-Clair de Tulle.

## Les projets se succèdent, les polémiques également
Cette unanimité festive ne doit pas faire oublier la réalité. Les dissensions politiques entre anciens combattants font traîner le projet d’emplacement du futur monument aux morts. Lors de la réunion du conseil municipal tenue le 21 octobre 1919, le conseiller Delbary lit un rapport sur le sujet :
« Ce monument serait élevé sur un emplacement du cimetière. La ville prendrait en charge une partie des frais et il serait fait appel à une souscription publique pour faire un monument digne de nos malheureux soldats. »
Trois projets sont ou seront successivement abandonnés :
- le premier, « appliqué contre une maison située à côté des Cloîtres dont on envisageait la réfection », est jugé « trop grand », inesthétique (il aurait produit « l’effet d’un bec de gaz ») ;
- le deuxième, qui consiste à élever le monument sur une hauteur, « dans une atmosphère pure », sur le Rocher des Malades, est estimé trop colossal donc trop coûteux ;
- le troisième, sur la place Émile-Zola, est écarté par le conseil municipal.

Au début de juin 1921, se tient à la préfecture une réunion spéciale de la commission chargée d’étudier le futur emplacement du monument aux morts. Elle comprend des représentants du conseil général et du conseil municipal, des architectes et des membres de l’Association des anciens combattants et mutilés de guerre.
Le 11 juin, le conseil d’administration de l’Association des combattants de la ville et des cantons de Tulle, réuni salle du Foyer du soldat, informe de l’entrevue qui vient d’avoir lieu. Le conseil d’administration réitère la décision de l’assemblée générale à savoir l’érection du monument sur la place de la Victoire, entre la poste et le théâtre. Il semble que le conseil général, sur avis de la commission départementale, fixe un choix de principe sur ledit emplacement. Mais ce choix ne plaît pas à tout le monde car d’autres associations continuent à soutenir l’idée de le voir érigé place Émile-Zola.
Là-dessus, surgit une nouvelle controverse. Ce monument sera-t-il nominatif ou non ? Des dissensions surgissent régulièrement entre la ville de Tulle et la Commission spéciale du Conseil général à ce sujet. La première déclare n’apporter sa contribution que si l’on inscrit les noms des morts de la commune ; la seconde maintient une position intransigeante sur le caractère départemental du futur monument. La presse locale s’en fait l’écho. C’est le cas de L’Effort républicain le 23 avril 1922 :

« On sait que le monument destiné à commémorer nos héros de la grande guerre portera les noms des Tullistes morts au champ d’honneur.
On nous suggère une idée destinée à éviter toute confusion, erreur ou réclamation.
Une liste des militaires tués à l’ennemi ou décédés de blessures de guerre dont les noms doivent être gravés sur le monument devrait être déposée à la mairie pendant une période déterminée.
Les personnes intéressées pourraient la consulter et réclamer s’il y avait lieu. »

Finalement, aucun nom ne sera gravé. Aussi, pour contenter tout le monde, le journal La Croix de la Corrèze réclame l’érection de deux monuments dans son édition du 17 septembre 1922 :

« Puisque ce monument est dédié à tous les Corréziens, le conseil général payant une partie des frais, il est un peu anormal d’y faire figurer le nom des morts de Tulle. Ne serait-il pas plus logique d’élever à Tulle, comme dans beaucoup d’autres villes, un monument de la Victoire glorifiant à la fois les morts et les survivants et de graver le nom des morts sur un monument spécial, élevé à la place qui leur convient le mieux au cimetière ? »

## Le monument aux morts édifié sur le Rocher des Malades

Le monument aux morts de la Grande Guerre vu de la route. Carte postale des années 1920. Inscription(s) : au recto : « 17 » « LL » [Louis ou Lucien Lévy] ; au verso : « Lévy et Neurdein réunis, 44, rue Letellier, Paris, imp. »

Très vite, les autorités municipales avaient privilégié un partenariat financier avec le Conseil général de la Corrèze en vue de n’édifier qu’un seul monument commun au Département et à la Ville de Tulle. Le docteur Gustave Maschat, maire de Tulle, était l’initiateur du projet :
« Répondant au sentiment unanime de la population, le Conseil général et le Conseil municipal, unis dans une même pensée reconnaissante, se proposent d’élever un monument aux Corréziens morts pour la Patrie. »
L’accord étant difficile à trouver entre les deux projets (place de la Victoire ou place Émile-Zola), un nouvel emplacement est désigné, comme l’indique cet article de L’Action républicaine de la Corrèze :
« Une solution aurait été trouvée pour mettre d’accord les partisans de la place Zola et de la place de la Victoire au sujet de l’érection du monument départemental en l’honneur des morts de la guerre. On serait tout simplement revenu à l’idée de la construction au Rocher des Malades. »
Notons que ces trois lieux d'implantation avaient été déjà évoqués en 1920 (voir précédemment).
La ville de Tulle s’engage à fournir une somme d’argent en rapport avec ses disponibilités et il est fait appel à la générosité des Tullistes. Une souscription publique est ouverte auprès de la population. Des listes de quêteurs sont constituées ; ils se partagent les divers quartiers et villages de la commune afin de recueillir les souscriptions.
De son côté, le conseil général prend à sa charge les deux-tiers de la dépense totale, conformément à une décision prise par l’assemblée départementale le 22 septembre 1920. La commission constituée pour l’occasion décide de laisser au conseil municipal de Tulle la direction du projet conçu par les architectes Saule et Merpillat  et de l’emplacement sur lequel il va se dresser. Cet accord comporte la clause suivante :

« Vu les sacrifices faits par la ville de Tulle, les noms des morts de cette commune seront inscrits sur le monument qui portera, en outre, avec une inscription principale fixant son caractère départemental, l’indication de tous les cantons du département. [...]
Puisque ce monument est dédié à tous les Corréziens, le conseil général payant une partie des frais, il est un peu anormal d’y faire figurer le nom des morts de Tulle. Ne serait-il pas plus logique d’élever à Tulle, comme dans beaucoup d’autres villes, un monument de la Victoire glorifiant à la fois les morts et les survivants et de graver le nom des morts sur un monument spécial, élevé à la place qui leur convient le mieux au cimetière ? »

Finalement, les conseillers municipaux et généraux se rallient à la demande formulée par les anciens combattants. Le monument, reprise d’un projet écarté, est construit en 1923 sur un terrain donné par la commune. Il domine la ville sur le Rocher des Malades, non loin de l’école normale d’instituteurs construite en 1909. Œuvre commune du Département et de la Ville de Tulle, il est conçu par les architectes Saule et Merpillat. Le creusement du rocher nécessaire à la constitution des assises est confié à l’entrepreneur tulliste René Perperot et l’esplanade à l’entreprise Pinardel. Le monument proprement dit — une « statue représentant la France, casquée et armée, à l’attitude calme et noble, symbole de la Paix dans le Droit » — est dû au sculpteur limougeaud installé à Paris, Henri Coutheillas (1862-1928), élève de l’École des Arts décoratifs de Limoges et de Paris, chevalier de Légion d’honneur.
« Le monument aura 15 mètres de haut et la statue quatre mètres. Les matériaux employés sont la pierre dure de bouillet (Charente). La taille est très avancée. Les trois écussons qui sont au bas de la statue représentent les armes de Brive, Tulle et Ussel »
Il est inauguré le 7 décembre 1924 par Henri Queuille, ministre de l’Agriculture et président du conseil général de la Corrèze, à la mémoire « non seulement des Tullistes mais de tous les Corréziens tombés au champ d’honneur ».

## Un monument non nominatif
Quelques mois avant l’inauguration, les débats autour de l’implantation n’étaient toujours pas éteints. Le 1er février 1924, dans la tribune des lecteurs du Corrézien, le journal publie une très longue lettre de celui qui avait été son rédacteur en chef de 1911 à 1917, Jules Verdier, retiré à Paris, qui avait perdu à la guerre l’un de ses fils prénommé Ludovic. La rédaction prend soin de faire précéder ladite publication d’un préambule :

« Nous n’avons aucune raison de ne pas donner satisfaction à M. Verdier. Éloigné de Tulle, il n’est pas au courant des pourparlers qui ont eu lieu au sujet du choix de l’emplacement ; s’il les avait connus, il est probable qu’il aurait écrit différemment son article.
À l’heure actuelle, la question est résolue, il est impossible de revenir sur une décision prise après examen de plusieurs des emplacements indiqués par M. Verdier. Le monument étant élevé aux morts de la ville et aux morts du département, il a donc fallu, d’accord avec le conseil général qui a couvert une grande partie de la dépense, décider sur quel point il serait édifié… »

C'est clair, Jules Verdier est en désaccord avec le choix du Rocher des Malades qu’il qualifie d’« erreur regrettable » ; il insiste sur les inconvénients essentiellement géographiques que doit immanquablement soulever l’implantation en ce lieu :

« Ne pensez-vous pas aussi, Messieurs, que […], à notre époque de vie fiévreuse et surmenée, on n’aura pas toujours le temps ni l’énergie de gravir les sentiers rocailleux et les nombreux escaliers qui mènent au sommet de cette roche, pour aller rendre un pieux hommage à nos héros ?
Surtout, vous voudrez avoir à cœur d’épargner aux pères, aux mères, aux veuves, aux orphelins qui les pleurent, qui ont déjà monté un douloureux calvaire de deuil, d’avoir à gravir cet autre calvaire, si difficilement accessible pour apporter au pied du monument, une fleur, une larme, une prière. »

Ses arguments ne manquent pas de pertinence. Il rappelle que, dans de nombreuses communes, le monument a été installé « sur l’une des principales places ou à l’entrée de la ville ». Et il se met à rêver sur un retour à la réalité des édiles municipaux. Aussi, dans cette perspective, il avance diverses propositions dont certaines ne faisaient que reprendre des projets rejetés :
- en face de la gare, à l’embranchement « des avenues de Tulle, de Souilhac, de Laguenne » ;
- la place « située entre l’hôtel des postes et le théâtre » ;
- la place Municipale, en face de la cathédrale, lieu d’implantation qu’il avait proposé dans un article paru pendant la guerre dans ledit journal ;
- à l’entrée de la Promenade, au bout de laquelle s’élève la statue du sergent Lovy ;
- sur un jardin public en projet, à l’entrée de la ville, du côté de l'usine de Lamarque.

Dans sa session du 12 novembre 1924, le maire François Malimont, aborde devant son conseil municipal la question des noms des morts qui doivent en principe apparaître sur le monument du Rocher des malades. Il annonce que les architectes vont s’occuper de leur inscription mais que « la liste est malheureusement trop longue… beaucoup trop longue. » Le conseiller municipal Bossavy fait remarquer qu’à Brive, un mur spécial de quatorze mètres sur deux avait été érigé pour accueillir les quelque huit cents noms que compte la liste briviste. Dans sa réponse, le maire estime que la liste des défunts tullistes est beaucoup moins importante ; il l’estime à environ cinq cents. Il informe les conseillers qu’il a été saisi, à ce sujet, par courrier, d’une demande de l’Association des anciens combattants tulliste, souhaitant faire poser une plaque de bronze sur le monument. Les élus font remarquer qu’un précédent pourrait être créé, que la municipalité ne pourrait plus contrôler car d’autres associations réclameraient la même faveur. Le maire Malimont est chargé par le conseil d’intervenir auprès des combattants à ce sujet. Cette question étant extrêmement litigieuse, la mairie, prudente, fait passer un communiqué dans la presse le 19 novembre 1924 :
« L’administration municipale, dans le but de prévenir les omissions, qu’elle regretterait, invite les familles intéressées à consulter à la mairie la liste qui a été dressée des morts de la guerre en vue de l’inscription de leurs noms au monument et à signaler les erreurs ou omissions involontaires qu’elle pourrait contenir. »
À l’initiative de François Malimont, la question de la plaque a été examinée de concert avec la commission départementale. Il a été décidé que les trois associations d’anciens combattants, de mutilés et réformés et des veuves et ascendants de la guerre seraient invitées à examiner la possibilité de ne placer sur le monument « qu’une seule plaque qui serait en bronze avec une palme la traversant en diagonale et de dimension 120 × 80 m », ce qui s'avèrera insuffisant pour loger tous les noms des morts.

## Une solution imparfaite: la plaque de la chapelle du Puy-Saint-Clair
Cette plaque ne sera jamais apposée. Cet oubli à Tulle est compensé imparfaitement par une plaque « d’éternel souvenir » en marbre fixée à l'intérieur de la chapelle du cimetière du Puy-Saint-Clair le jeudi 3 avril 1924. Elle a été bénie par Mgr Castel, évêque de Tulle, le lundi 3 novembre suivant, à l’issue d’un long cortège parti de la cathédrale pour se rendre au Puy-Saint-Clair. Tous les Tullistes ont contribué au financement de cette plaque. Ce fut le cas de la Société des Lettres, Sciences et Arts de la Corrèze. De son côté, l’Association des mutilés et réformés de la Corrèze, section de Tulle, avait, pour l’occasion, voté le 2 mars précédent, une subvention de cinquante francs pour cette plaque.
Il s’agit, plus exactement, d’un panneau, composé de trois plaques commémoratives de marbre blanc et encadré de bois, apposé contre le mur de la chapelle du mur de la nef (partie droite), face à la chaire où prêcha Mgr Berteaud, évêque de Tulle.
269 noms y sont gravés sur cinq colonnes de 48 noms et une sixième de 29 noms. Cet ensemble, très sobre, ne porte aucune inscription particulière ni aucune date ; il est surmonté d’une croix en bois gravée en bas-relief.

## Un «nouveau lieu de souvenir»
La municipalité actuelle est en train[Quand ?] de faire édifier un « nouveau lieu de souvenir » qui verra la mise en place de cinq monolithes en ardoise de Travassac sur la place Martial-Brigouleix, derrière le siège du Sporting club tulliste Corrèze ou S.C.T. Corrèze (anciens Bains-douches). La sculpture a été confiée à Guy Emery.